# 후안 카를로스 아블라네도
후안 카를로스 아블라네도 이글레시아스(스페인어: Juan Carlos Ablanedo Iglesias xwaŋ ˈkaɾlos aβlaˈneðo[*], 1963년 9월 2일, 아스투리아스 지방 미에레스 ~)는 스페인의 전 축구 선수로, 현역 시절 골키퍼로 활동하였다.
평균 이상의 반사신경을 가진 그는 고양이(El gatu)라는 별칭이 붙었으며, 프로 무대에서 20년 가까이 인근의 스포르팅 히혼을 대표하는 선수로 활약하였다.

## 클럽 경력
아블라네도는 아스투리아스 지방 미에레스 사람이다. 그는 현역 시절 스포르팅 히혼에서만 활약했는데, 그 전에 구단의 명문 유소년부 마레오(Mareo)를 졸업했고, 1983년 1월 2일, 1-0으로 이긴 에스파뇰과의 안방 경기에서 호세 아우렐리오 리베로가 퇴장당하면서 후반에 긴급 교체로 투입되어 1군 첫 경기를 치렀다.
그 다음 시즌에 두 번을 더 출전한 아블라네도는 아스투리아스 연고 구단의 붙박이 주전이 되어 라 리가 399 경기에 출전했다. 스포르팅이 4위를 차지한 1986-87 시즌, 그는 상반기와 하반기를 통틀어 총 44번의 경기 중 42경기에 출전했다.
아블라네도는 스포르팅 히혼이 세군다 디비시온에 속해있던 1998-99 시즌을 끝으로 은퇴하였다. 그는 현역 시절 몇 차례 중상을 당했는데, 현역 마지막 해에는 2경기만 출전했고, 1991-92 시즌은 통째로 결장했다.
그는 현역 시절 3차례 트로페오 리카르도 사모라를 거미쥐었다.

## 국가대표팀 경력
아블라네도는 4차례 스페인 국가대표팀 경기에 출전하였는데, 첫 출전 경기는 1986년 9월 24일, 히혼에서 3-1로 이긴 그리스와의 친선경기였다.
그는 1986년과 1990년에 참가한 두 번의 FIFA 월드컵에서 모두 후보 선수로 참가했다.
그 전에, 아블라네도는 U-21 국가대표팀이 1986년 UEFA U-21 축구 선수권 대회 우승에 공헌하기도 했다.

## 사생활
후안 카를로스 아블라네도의 친형 호세 루이스도 축구인이다. 호세 루이스는 수비수로 스포르팅 히혼 소속으로 1부 리그 경기에 출전했었고, 형제 둘은 각각 아블라네도 1호와 아블라네도 2호로 불려 왔다.

## 수상

### 국가대표팀
스페인 U-21
- UEFA U-21 축구 선수권 대회: 1986

### 개인
- 트로페오 리카르도 사모라: 1984–85, 1985–86, 1989–90

## 같이 보기
- 원클럽맨 명단

## 참고
1. ↑  후안은 따로 스페인어:  xwan[*]로 발음한다.